# 인체생리학

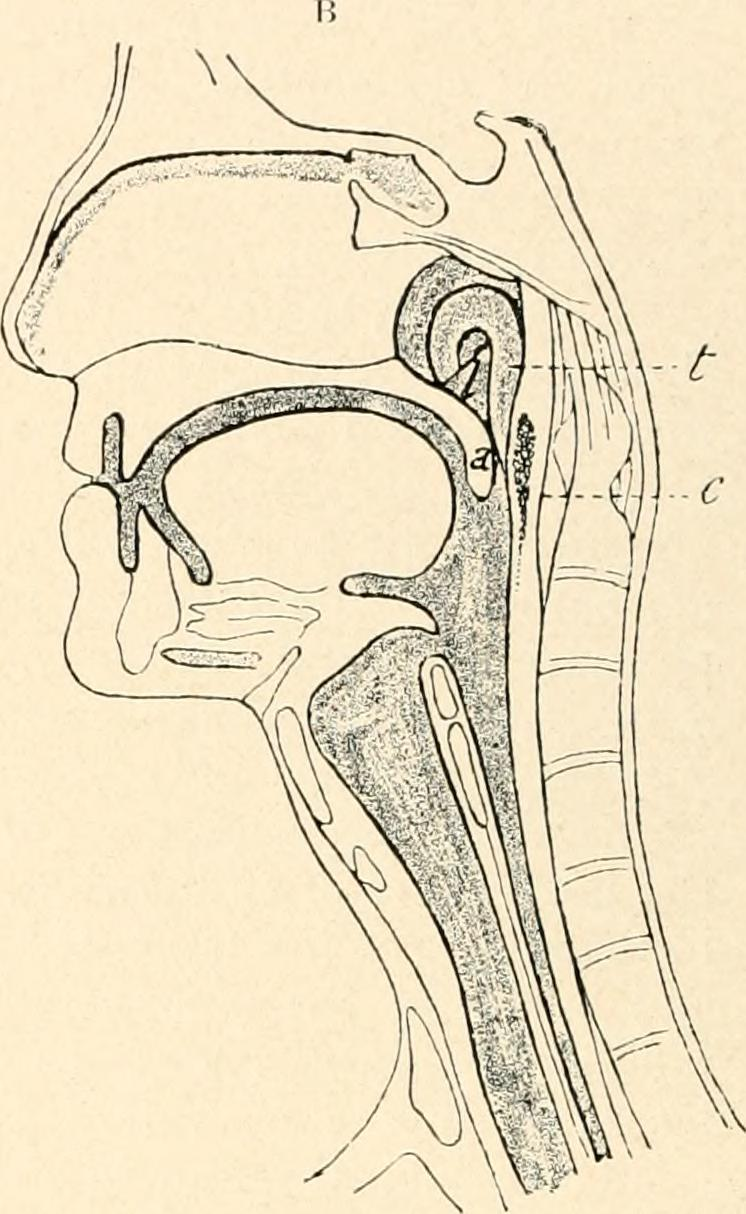

인체생리학(人體生理學)은 인간을 대상으로 한 생물학의 한 분야이며 의학, 영장류학 및 기타 다양한 분야와 밀접하게 관련되어 있다.